# Stefan Frei
Pour les articles homonymes, voir Frei.
Stefan Frei, né le 20 avril 1986 à Altstätten dans le canton de Saint-Gall, est un footballeur suisse. Il joue au poste de gardien de but aux Sounders de Seattle en MLS.

## Carrière

### Chez les jeunes
Stefan Frei déménage avec sa famille à la fin des années 1990 aux États-Unis, et plus précisément en Californie. Il fréquente la De La Salle High School à Concord. Puis il part à l'Université de Berkeley, où il est le gardien des Golden Bears de Californie, l'équipe de l'école. En parallèle du championnat universitaire, il évolue également avec les Seals de San Francisco et les Frogs de San José, deux équipes de Premier Development League, où il se frotte pour la première fois à des professionnels.

### Chez les professionnels

#### Toronto FC (2009-2013)
Choisi en treizième position à la draft 2009 de la Major League Soccer (MLS) par le Toronto FC, il évolue depuis lors avec le club canadien.
Dès ses débuts, il s'impose comme le gardien titulaire de son équipe, se faisant même remarquer comme l'un des meilleurs gardiens de la ligue, comme en témoigne ses trois titres d'arrêts de la semaine d'affilée gagnés en 2009. Il deviendra par la suite vice-capitaine de son équipe.

#### Seattle Sounders (depuis 2014)
En 2014, il est échangé par le Toronto FC au Seattle Sounders.
En février 2017, il remporte pour la première fois de son histoire le Championnat nord-américain (MLS) dans un match qui s'est terminée aux tirs au but (0-0 ap, tb 5-4).
Début décembre 2024, son équipe ne disputera pas une cinquième finale de playoffs dans la MLS. Il s'est inclinée 1-0 contre le Los Angeles Galaxy en demi-finale,.

### En équipe nationale
Stefan Frei a fêté une sélection avec l'équipe de Suisse des moins de 15 ans.
Par ailleurs, grâce à ses performances remarquables en MLS, il fut invité par l'équipe des États-Unis à participer à un camp d'entraînement peu avant la Coupe du monde 2010. Il déclina l'offre, préférant se préserver une chance de représenter la Suisse.

## Vie privée
Il est l'arrière-arrière-petit cousin de l'attaquant Alexander Frei, recordman de but en équipe de Suisse et ancien attaquant du FC Bâle.

## Palmarès
- Nommé dans le NCAA First Team All-American en 2007

Sounders de Seattle (3)
- Vainqueur de la Coupe MLS avec les Sounders de Seattle en 2016 et en 2019.
- Coupe des États-Unis de soccer
- Vainqueur de la Ligue des champions de la CONCACAF avec les Sounders de Seattle en 2022.

Toronto FC (1)
- Vainqueur du Championnat canadien avec le Toronto FC en 2009 et 2010.

## Statistiques
| Saison                | Club                  | Championnat           | Championnat | Championnat | Coupe(s) nationale(s) | Coupe(s) nationale(s) | Compétition(s) continentale(s) | Compétition(s) continentale(s) | Compétition(s) continentale(s) | Séries | Séries | Total | Total |
| Saison                | Club                  | Division              | M.          | B.          | M.                    | B.                    | Comp.                          | M.                             | B.                             | M.     | B.     | M.    | B.    |
| 2009                  | Toronto FC            | MLS                   | 26          | 0           | 3                     | 0                     | LCC                            | 2                              | 0                              | -      | -      | 31    | 0     |
| 2010                  | Toronto FC            | MLS                   | 28          | 0           | 2                     | 0                     | LCC                            | 3                              | 0                              | -      | -      | 33    | 0     |
| 2011                  | Toronto FC            | MLS                   | 27          | 0           | 4                     | 0                     | -                              | -                              | -                              | -      | -      | 31    | 0     |
| 2012                  | Toronto FC            | MLS                   | 0           | 0           | 0                     | 0                     | LCC                            | 1                              | 0                              | -      | -      | 1     | 0     |
| 2013                  | Toronto FC            | MLS                   | 1           | 0           | 2                     | 0                     | -                              | -                              | -                              | -      | -      | 3     | 0     |
| Sous-total            | Sous-total            | Sous-total            | 82          | 0           | 11                    | 0                     | -                              | 6                              | 0                              | 0      | 0      | 99    | 0     |
| 2014                  | Sounders de Seattle   | MLS                   | 34          | 0           | 3                     | 0                     | -                              | -                              | -                              | 4      | 0      | 41    | 0     |
| 2015                  | Sounders de Seattle   | MLS                   | 31          | 0           | 0                     | 0                     | LCC                            | 1                              | 0                              | 3      | 0      | 35    | 0     |
| 2016                  | Sounders de Seattle   | MLS                   | 33          | 0           | 0                     | 0                     | LCC                            | 2                              | 0                              | 6      | 0      | 41    | 0     |
| 2017                  | Sounders de Seattle   | MLS                   | 33          | 0           | 0                     | 0                     | -                              | -                              | -                              | 4      | 0      | 37    | 0     |
| 2018                  | Sounders de Seattle   | MLS                   | 33          | 0           | 0                     | 0                     | LCC                            | 4                              | 0                              | 2      | 0      | 39    | 0     |
| 2019                  | Sounders de Seattle   | MLS                   | 34          | 0           | 0                     | 0                     | -                              | -                              | -                              | 4      | 0      | 38    | 0     |
| 2020                  | Sounders de Seattle   | MLS                   | 23          | 0           | -                     | -                     | LCC                            | 2                              | 0                              | 4      | 0      | 29    | 0     |
| 2021                  | Sounders de Seattle   | MLS                   | 17          | 0           | -                     | -                     | CC                             | 2                              | 0                              | 1      | 0      | 20    | 0     |
| 2022                  | Sounders de Seattle   | MLS                   | 2           | 0           | 0                     | 0                     | LCC                            | 2                              | 0                              | -      | -      | 4     | 0     |
| Sous-total            | Sous-total            | Sous-total            | 240         | 0           | 3                     | 0                     | -                              | 13                             | 0                              | 28     | 0      | 284   | 0     |
| Total sur la carrière | Total sur la carrière | Total sur la carrière | 322         | 0           | 14                    | 0                     | -                              | 19                             | 0                              | 28     | 0      | 383   | 0     |